# 佐喜眞淳
佐喜眞 淳（さきま あつし、1964年（昭和39年）8月9日 - ）は、日本の政治家。沖縄県宜野湾市長（第16、17代、20代）、元沖縄県議会議員（2期）、元宜野湾市議会議員（2期）。

## 来歴
沖縄（米国統治時代）の宜野湾市生まれ。父親は宜野湾市議会議員を務めた佐喜眞博。沖縄県立普天間高等学校、千葉商科大学商経学部経営学科卒業。大学卒業後、フランスに留学し、8年間滞在した。フランスでは空手の指導などをした。日本に帰国後、自由民主党に入党。1997年より旅行会社に勤務。
2001年、父親の佐喜眞博が宜野湾市議会の議長在職時にくも膜下出血で倒れ、死去。同年に行われた補欠選挙に父親の後継として立候補し、初当選した。2005年に再選。2006年、沖縄県議会議員選挙に宜野湾市選挙区から立候補し、初当選。2010年に再選。
2011年12月28日、宜野湾市長の安里猛が健康上の理由により辞職。安里の辞職に伴い2012年2月12日に行われた宜野湾市長選挙に自民・公明・新党改革3党の推薦を受け、立候補。安里の前任者で、社民・共産・沖縄社会大衆3党が推薦する伊波洋一を900票の僅差で破り、初当選した。
2015年9月、翌年の宜野湾市長選挙に再選を目指し立候補する意向を表明。前回に引き続き自民・公明両党の推薦を受けたほか、舛添要一東京都知事の支援も受け、相手候補を約6千票の大差で破り、再選された。
2018年6月5日に任期満了に伴う、11月の沖縄県知事選挙に佐喜真を擁立することを自民党沖縄県連が決定。翁長知事の死去に伴い選挙が9月に前倒しされたことを受け、8月14日に辞表を提出した上で知事選への立候補を正式表明した。同年9月30日執行の知事選において元衆議院議員の玉城デニーに敗れ、落選。

### 2022年沖縄県知事選挙
2022年5月28日、自民党沖縄県連は任期満了に伴う、9月11日投開票の沖縄県知事選挙に佐喜真を擁立することを決めた。
現職の玉城デニーと佐喜眞の一騎打ちとみられていたが、同年7月13日、元衆議院議員の下地幹郎が立候補する意向を表明。下地の支持基盤は保守層であり、保守分裂の構図が生まれた。7月27日、佐喜眞は、台湾で開かれた世界平和統一家庭連合（旧統一教会）の合同結婚式に参加したことに関し、「旧統一教会だという認識はなかった」「誤解を招くような経緯があったことについては深く反省している」との声明を発表した。
佐喜眞の陣営は、7月10日実施の参院選の沖縄県選挙区で「オール沖縄」勢力の現職の伊波洋一に2888票の票差まで肉薄した元総務官僚の古謝玄太に目を付けた。同年8月5日、佐喜眞は正式に出馬表明。翌8月6日、自民党県連は地元2紙に「チームサキマ始動」と題したカラーの全面広告を掲載。おそろいの水色のポロシャツを着た佐喜眞と古謝をそれぞれチームの「隊長」「副隊長」とし、当選後は古謝が副知事として佐喜眞を支えるというイメージ戦略を打ち立てた。8月18日、古謝が参院選の際、統一教会の2つの関連団体「世界平和連合沖縄県連合会」と「沖縄県平和大使協議会」から推薦を受けていたことがメディアで報じられた。
同年8月22日、沖縄セルラースタジアム那覇で総決起大会を開催。スタジアムの内野席に支持者ら1万人（主催者発表）が結集した。東京からは自民党の茂木敏充幹事長や公明党の高木陽介選対委員長らが駆け付けた。日本商工連盟那覇地区の石嶺伝一郎代表世話人は「県経済は危機的状況にあると言っても過言ではない。佐喜眞淳さんのような強いリーダーシップがあり、国とも太いパイプを持つ知事が必要だ」と訴えた。観光関連事業者が主体となる「これまでの沖縄県の自粛要請に伴う観光事業者への協力金支給を実現させる会」の金城仁会長は「現知事は『誰も取り残さない』と言っているが、観光業界は取り残されている。我々は県政に絶望を感じている」と訴えた。
同年8月25日、知事選が公示。佐喜眞は出陣式で「旧統一教会関連との一切の関係を、今後行わない、断つということをお約束する」と明言した。しかし取材に対しては冷淡で、沖縄入りしたTBS『報道特集』の金平茂紀キャスターが佐喜眞に統一教会との関係について取材を申し込むと、無言のまま車に乗り込んだ。金平は陣営のスタッフに問い合わせるが、スタッフは「取材を受ける理由はない」と断った。この模様は8月20日に放映された。また、別のジャーナリストが、佐喜眞が懇意にしている統一教会信者のラジオパーソナリティーの夫婦について佐喜眞に問い合わせたときも、佐喜眞は無言を貫いた。
同年8月26日、那覇市で行われた街頭演説会で、東村在住の女性が佐喜真らに向けて多数の薬莢を投げつける事件が発生した（後述）。9月3日、佐喜眞は知事選をめぐり、自身のインスタグラムの「ストーリーズ」の中で、他のアカウントが「死にたいならデニー」「生きたいならサキマ」などと記した画像に対し「県外からの応援嬉しいですね～ありがとうございます」と書き込み、再投稿した。その際に「#死にたいならデニー#生きたいならサキマ」というハッシュタグを付けた。佐喜眞の陣営は同日夜、外部からの指摘を受けて投稿は「不適切だった」として削除した。翌4日には謝罪文を掲載した。
同年9月11日、投票が終わった20時ちょうど、NHK、琉球放送、琉球朝日放送、沖縄テレビ放送など県内各テレビ局および県内2紙は、現職の玉城の「当選確実」を報じ、いわゆる「ゼロ打ち」となった。佐喜眞は候補者3人中、次点で落選。

### 2024年宜野湾市長選挙
2024年7月26日に宜野湾市長であった松川正則が東京での公務中に死去したことに伴い、後継を決定する同市長選挙が9月8日に行われることとなり、松川の後継候補として2024年8月7日に立候補を表明した。普天間基地移設問題の是非については既に法廷闘争がほぼ決着し工事が進められていたこともあって選挙戦での大きな争点にはならず、佐喜眞は政府と連携して跡地開発を進めると訴えた。9月8日執行の市長選挙で前宜野湾市議の桃原功らを破って当選（通算3選目）を果たした。
※当日有権者数：77,646人 最終投票率：53.27%（前回比： 10.22pts）
| 候補者名 | 年齢 | 所属党派 | 新旧別 | 得票数   | 得票率 | 推薦・支持                                                                       |
| -------- | ---- | -------- | ------ | -------- | ------ | -------------------------------------------------------------------------------- |
| 佐喜眞淳 | 60   | 無所属   | 元     | 24,173票 | 58.85% | （推薦）自由民主党、公明党                                                       |
| 桃原功   | 65   | 無所属   | 新     | 16,195票 | 39.43% | （推薦）立憲民主党、日本共産党、社会民主党、沖縄社会大衆党、新しい風にぬふぁぶし |
| 比嘉隆   | 47   | 無所属   | 新     | 705票    | 1.72%  |                                                                                  |

## 政策・主張

### 普天間基地問題
- 宜野湾市の総面積 (19.5km2) の25%を占める普天間飛行場について、2009年に自民党が下野するまでは、条件付きで県内移設を容認していた[36]。
- 2012年2月の宜野湾市長選挙において、「普天間飛行場の県外移設、基地の固定化阻止」を訴えた[36]。
- 2013年12月1日、自民党沖縄県連は、名護市辺野古の移設受け入れを容認することを決定した[37]。同年12月4日、佐喜眞は取材に応じ、普天間飛行場の移設について「県内、県外、国外を問わず全ての可能性を含め、一日も早い閉鎖・返還を図るべきだ」と述べ、県外移設公約を事実上撤回した。辺野古移設を容認した党県連の判断について「固定化を避けられるなら、苦渋の判断は評価したい」と理解を示し、県連同様に辺野古移設を容認する考えを表明した[38]。
- 2015年12月8日、菅義偉官房長官と首相官邸で会談。普天間飛行場の跡地利用として宜野湾市にディズニーリゾートを誘致する構想を示した[39]。
- 2016年1月24日に行われた宜野湾市長選挙では、普天間飛行場の移設先について辺野古を含めて具体的な地名の言及は避け、「普天間の固定化阻止」「早期の危険性除去」「5年以内の運用停止」を主張し、辺野古への移設反対を掲げる対立候補の志村恵一郎を破り再選された[40]。
- 2016年1月29日、首相官邸で安倍晋三首相に面会し、改めて普天間飛行場の早期閉鎖を要請した[41]。
- 2018年9月3日、那覇市内で記者会見し、同年9月30日執行の沖縄県知事選挙に向けた「県民の暮らし最優先宣言」と題する政策集を発表した。普天間飛行場の「一日も早い返還を実現する」とした一方で、政府が進める名護市辺野古への移設計画には賛否を明確にしなかった。翁長雄志知事（当時）が2015年10月13日に辺野古埋め立て承認を取消した[42]ことについては「政府と県の法廷闘争も考えられる。法的にどうなるか注視しなければいけない」「県と政府の連携が密にできなかった点は反省すべきだ」と述べた[43][44]。
- 2022年8月5日、記者会見を開き、沖縄県知事選挙への出馬を正式に表明。会見で基地問題について問われた際、「普天間飛行場の早期の返還を実現するためには現在の移設計画が現実的だ。私は辺野古の移設を容認する」と答えた[22]。

### 米軍事故対応
- 2017年10月に起きた東村高江で米軍大型輸送ヘリコプターCH53Eの不時着・炎上事故に関し、安全確認ができるまでの飛行停止を米軍に要望した。琉球新報のインタビューでは「（飛行停止）は最低限の対応だと思う。確認されないままの運用はやっぱり問題」と述べた[45]。

## 人物

### 統一教会との関係
- 2014年2月14日、統一教会（現・世界平和統一家庭連合）系の日刊紙「ワシントン・タイムズ」のトーマス・マクデビット会長と宜野湾市役所で面会。普天間基地移設問題について語り合った[46]。
- 2016年2月23日、世界日報社の情報サイト「ビューポイント」の単独インタビューに応じ、普天間飛行場の名護市辺野古移設の完了時期が予定より2年延びることについて、「残念でならない。市民の立場からすれば怒り心頭だと思う」と述べた。インタビュー記事は2日後の2月25日に配信された[47]。
- 2017年3月26日、統一教会の関連団体「平和大使協議会」は宜野湾市で「日韓トンネル推進沖縄県民会議」の結成大会を開催。同大会に沖縄県議会議員らとともに出席した[48]。
- 2019年7月15日、統一教会は2000人規模のイベント「平和と家庭の祭典」を豊見城市で開催。同イベントに来賓として出席し、挨拶した[49]。
- 2019年9月末、市議会の保守系会派「絆クラブ」の上地安之、桃原朗、山城康弘、又吉亮の4人と台湾に渡航し、「平和大使協議会」を視察し、台中市役所で副市長や各区長、各部署との意見交換を行った[50]。9月29日、既婚の信者カップルを集めた「既成祝福式」が桃園市で開催[20][50]。佐喜眞はこの既成祝福式に来賓として参加し、ステージ上で「素晴らしいです。私も非常に感動しております」と述べた。出席した信者には「浄水」が振りまかれた[51]。
- 2019年11月8日、統一教会の関連団体「世界平和青年学生連合」初代会長の稲森一郎[52]が同性結婚を「伝統的結婚制度形骸化の危機」と批判する講演会を沖縄市で開催。この講演会に参加した[49][注 1]。
- 2020年1月5日、統一協会の沖縄代表が講師を務めた「家庭講演会」に複数の自民党議員とともに参加した[49]。
- 2020年1月11日、統一教会は徳野英治会長を迎えた講演会を豊見城市で開催。この講演会に参加し、挨拶した[49]。
- 2020年1月17日、統一教会による被害の相談などに取り組む「日本基督教団沖縄教区カルト問題特設委員会」は、佐喜眞に対し、教団は反社会的な団体だとして関係の行事に参加しないよう呼びかける文書を送った。佐喜眞はこれに取り合わず、出席を続けるが、2年後の声明発表の内容と矛盾が生じることになる（後述）[54]。
- 2020年2月3日から5日にかけて、統一教会の関連団体「天宙平和連合」は韓国高陽市のキンテックスで「ワールドサミット2020」を開催[55][56]。佐喜眞は韓国に渡航し、同イベントに参加した。統一教会の関連団体「沖縄県平和大使協議会」は、佐喜眞が教団会長の徳野英治、沖縄教区長の咸鎮模らと並んで写した記念写真をホームページに掲載した[57][20][58]。
- 2021年1月8日、統一教会の関連団体「沖縄県平和大使協議会」が新春の青年フォーラムを開催。同フォーラムで、元知事の仲井真弘多とともに講演を行った[59]。
- 2021年4月11日、統一教会の関連団体「世界平和連合」が「中国の脅威と共産主義による家庭破壊」と題する講演会をうるま市で開催。同講演会に参加し、発言した[49]。
- 2022年3月22日、宜野湾市のコミュニティ放送「ぎのわんシティFM」の統一教会関連の番組「はごろもシティへめんそ～れ！」にゲスト出演した[60]。同番組は教団の「那覇家庭教会」が宣伝する9つの番組の一つ[30]。パーソナリティーを務める照喜名昇とその妻は統一教会の信者で、佐喜眞とは「長い付き合い」であると証言している。2019年の台湾行きでは佐喜眞に同行した[29]。佐喜眞は番組の中で基地問題について見解を求められた際、玉城デニー知事が国と戦っている状況を批判的に語った[30]。
- 2022年7月27日、教団の関連団体の会合への出席に関し「（当時は）旧統一教会だという認識はなかった」との声明を発表した。しかし前述のとおり2020年1月に佐喜眞は、被害の相談に取り組む団体から、「統一教会は反社会的な団体である」ため関係の行事に参加しないよう呼びかける文書を受け取っており、弁明に矛盾が生じていることが報道により指摘されている[21][54]。
- 2022年8月5日、佐喜眞は那覇市内のホテルで記者会見を開き、任期満了に伴う沖縄知事選挙に立候補する意向を正式に表明した。会見には「沖縄県平和大使協議会」の議長を務めた西田健次郎が同席した[61][62]。
- 2022年8月25日、知事選の出陣式で「会員であるとか、資金の提供を受けたとか、そのようなことは一切ない」「旧統一教会関連との一切の関係を、今後行わない、断つということをお約束する」「このたびの選挙においても、関係を持たないことをお約束する」と訴えた[27]。選挙期間中の9月7日、統一教会系の「世界日報」は「玉城氏が（前回選挙で掲げた公約の）291項目のうち実際に達成できたのはわずか8項目だけだ」と述べ、現職候補の玉城デニーを批判。「佐喜真陣営 振興予算減額に危機感」と見出しに掲げ、自民党衆議院議員の政策報告会で佐喜眞が述べた沖縄振興予算に関する発言を紹介し、佐喜眞を後押しする論調の記事を報道した[63]。

### 日本会議との関係
- 2009年から日本会議のメンバーであった。
- 2012年6月27日、市議会定例会で桃原功市議から日本会議の活動を続けていくかと問われた際、「私も日本会議に加盟している一人ではございますけれども、日本会議が持つ政策について、同意できるものに対してはやっていきたい」と答弁した[64]。
- 2014年5月10日、日本会議の沖縄県祖国復帰42周年大会の閉会式で、「日本人としての誇りを持つという一言につき、日本人としての誇りを持たなければならない。それを多くの方々に伝えていく」と閉会の辞を述べた[65]。
- 2018年8月24日、沖縄県知事選に向け事務所開きを行い、記者団の囲み取材で日本会議との関わりを問われた際、「私はメンバーでもないし、現在でもメンバーではない」と答えた。前述の市議会での答弁内容と矛盾が生じ、経歴詐称の疑いがあると報じられた[66][67]。桃原市議は「有権者を愚弄するもので許されるものではない」と述べた[64]。

### 薬莢投げつけ事件
2022年8月26日午後6時30分ごろ、那覇市で行われた沖縄県知事選挙での街頭演説会で、街宣車の上で演説を行っていた佐喜真らに向けて、東村在住の宮城秋乃が多数の薬莢（自動小銃の空砲）を投げつける事件が起こった。佐喜真に薬莢が当たることはなかったが、司会を行っていた仲村国治県議、他の選挙スタッフに薬莢が当たった。薬莢は在沖米軍が沖縄本島北部で演習に使用したのち、当地の山林に放棄したもの。投げた宮城秋乃はその場で取り押さえられ、駆けつけた警官に身柄が引き渡された。その後演説は続行された。
同年8月27日、仲村、新垣淑豊沖縄県会議員、選挙スタッフ１名から被害届、告訴状が那覇署に提出された。同日、自民党沖縄県連から、薬莢を投げつけた宮城秋乃に対して、公職選挙法225条の「自由妨害罪」による告発状の提出が行われた。

### 政治資金規正法違反の疑い
政治団体「佐喜真アツシ後援会」の2019年分の政治資金収支報告書には当初、佐喜眞から300万円の寄付があったと記載されていた。しかし、政治資金規正法で定められた寄付上限の150万円を超えていると外部から指摘を受けたため、2022年8月に佐喜眞は、300万円の内訳を、佐喜真からの150万円ずつの寄付と貸し付けだったとして、2019年、2020年分の報告書をそれぞれ訂正した。これに対し、県外在住の市民が当該訂正が「虚偽」に当たるとして、那覇地方検察庁に政治資金規正法違反（虚偽記入）の疑いで告発した。告発されているのは佐喜真、「佐喜真アツシ後援会」代表の木材会社社長、同団体団体会計責任者の佐喜眞の親族の女性の3人。

### 批判
- 宜野湾市長在職中、市民の住所・氏名など1万人近くの名簿を本人の同意を得ず、自衛隊に対し提供[71]。これに対し市民団体が抗議した[72]。佐喜眞は法令には基づいているとした。県内では初の事例である[73]。
- 2018年の沖縄県知事選挙で「携帯電話利用料の4割減」を公約に掲げたが[74]、有識者やジャーナリストから「知事にその権限はない」などと指摘された[75]。総務省に確認したところ、携帯電話料金を値下げする権限は、県知事にも国にも無いことが明らかになった[75]。
- 2018年9月5日、沖縄知事選挙に向けた候補者による公開討論会が開かれた。女性政策について問われた際、佐喜眞は「女性の質の向上が重要だ」と回答した[76]。この発言はインターネットでも拡散され、「女性は男性よりも劣っているという意味か」との批判が殺到した[77]。